# Maurice Genevoix
Maurice Genevoix (født 29. november 1890 i Decize, død 8. september 1980 i Alicante) var en fransk forfatter, der i 1925 fik Goncourtprisen for romanen Raboliot.